# ۱۰۴ دلو
۱۰۴ دلو یک ستاره است که در صورت فلکی دلو قرار دارد.